# Chrysopogon rufulus
Chrysopogon rufulus är en tvåvingeart som beskrevs av White 1914. Chrysopogon rufulus ingår i släktet Chrysopogon och familjen rovflugor. Inga underarter finns listade i Catalogue of Life.